# الخلايا الظهارية القشرية الصعترية
تشكل الخلايا الظهارية القشرية الصعترية (cTECs) مجموعة خلايا برانشيمية فريدة من الغدة الصعترية والتي تساهم بشكل كبير في تطوير الخلايا التائية.
تقسم أنسجة الغدة الصعترية إلى قشرة ونخاع، ويحتوي كل من هذين الجزأين على مجموعة فرعية من الخلايا الظهارية الصعترية. تستقر الخلايا الظهارية القشرية الصعترية في الجزء الخارجي - القشرة، والتي تعمل في الغالب كموقع لنمو للخلايا التائية. تنشأ سلائف الخلايا التائية في نخاع العظم الذي تهاجر منه عبر مجرى الدم إلى قشرة الغدة الصعترية، حيث تجتمع الخلايا البرانشيمية بما في ذلك الخلايا الظهارية القشرية الصعترية، والتي تشكل البيئة المكروية الحاسمة لتكاثر الخلايا التائية وتطورها عن طريق إنتاج بروتين DLL4 (الناقل 4 الشبيه بديلتا) (delta-like notch ligand 4)، أو السيتوكينات IL-7 أو TGFβ أو عامل الخلايا الجذعية والكيموكينات CCL25 أو CXCL12 أو CCRL1 إلخ. جزء أساسي من عملية تطوير أشكال الخلايا التائية يسمى إعادة تركيب VDJ، بوساطة إعادة التركيب RAG، التي تغير تسلسل الحمض النووي لمستقبلات الخلايا التائية (TCR) عشوائيًا وتضفي عليها خصوصية تمييز متنوعة. بفضل هذه العملية، يمكن للخلايا التائية التعرف على عدد كبير من مسببات الأمراض، بل وأيضًا الببتيدات الذاتية أو حتى تقليل استجابة مستقبلات الخلايا التائية لأي إشارات محيطة. يتمثل الدور الرئيسي للخلايا الظهارية في الغدة الصعترية في اختبار ما إذا كانت مستقبلات الخلايا التائية وظيفية، ومن ناحية أخرى غير ضارة لجسمنا. بينما تتحكم الخلايا الظهارية القشرية الصعترية في وظائف مستقبلات الخلايا التائية أثناء عملية تسمى الاختيار الإيجابي، الخلايا الظهارية النخاعية الصعترية (mTECs) التي تعيش في الجزء الداخلي من الغدة الصعترية، الموجودة في جزيئات معقد التوافق النسيجي الكبير، الببتيدات الذاتية، الناتجة في الغالب عن طريق البروتين منظم المناعة الذاتية، للقضاء على الخلايا التائية التي تحتوي على مستقبلات تستجيب للببتيدات الذاتية، تستخدم عمليات التحمل المركزي مثل الاختيار السلبي، وذلك لحماية الجسم من تطوير المناعة الذاتية.

## التحديد الإيجابي للخلايا التائية
تتمثل الوظيفة الرئيسية لـ الخلايا الظهارية القشرية الصعترية في التحديد الإيجابي لتلك الخلايا التائية القادرة على التعرف على جزيئات معقد التوافق النسيجي الكبير والتفاعل معها على سطحها. بمجرد دخول سلائف الخلايا التائية إلى قشرة الغدة الصعترية، فإنها تبدأ في التحول من مراحل سلبية مزدوجة (خلية تائية بدون تعبير سطحي عن مستقبلات CD4 وCD8) إلى مرحلة موجبة مزدوجة (خلية تائية مع تعبير سطحي لكلا المستقبلين المشتركين) التي تعبر عن مستقبلات الخلايا التائية المعاد تأشيبها بالكامل. تخضع هذه المرحلة لعملية الاختيار المذكورة أعلاه.